# Бухов Владислав Сергійович
Владислав Сергійович Бухов (нар. 5 липня, 2002 Донецьк, Україна) — український плавець, чемпіон світу з плавання на дистанції 50 метрів вільним стилем, рекордсмен України, чемпіон світу та дворазовий бронзовий призер юніорського чемпіонату Європи.

## Кар'єра
У липні 2019 року, на чемпіонаті Європи серед юніорів, виграв бронзову медаль на дистанціях 50 та 100 метрів вільним стилем, а також став четвертим на дистанції 50 метрів батерфляєм. У серпні цього ж року, став чемпіоном світу серед юніорів.
У січні 2020 року на турнірі у Люксембурзі встановив новий юніоріський рекорд світу та Європи на дистанції 50 метрів баттерфляєм та виграв срібну медаль. Окрім цього на дистанції 50 метрів вільним стилем став третім та виконав норматив на Олімпійські ігри 2020 року. В Токіо на дистанції 50 метрів вільним стилем показав 19-й результат
30 липня 2021 року відбулися попередні запливи дистанції 50 метрів вільним стилем на Олімпійських іграх. Бухов проплив з п'ятим часом (21.73) та кваліфікувався у півфінал, де з часом 21.83 посів одинадцяте місце.
У 2023 році на турнірі Stockholm Open здобув олімпійську ліцензію у Париж-2024 на дистанції 50 метрів вільним стилем.
У лютому 2024 року виступив на чемпіонаті світу в Досі. 16 лютого, на дистанції 50 метрів вільним стилем, з другим часом (21.56) кваліфікувався у півфінал, де йому вдалося побити рекорд України, який належав Андрію Говорову. Владислав виграв свій півфінал з результатом 21.38, що на 0.12 краще за рекорд який належав Говорову. За результатами півфіналів поступився лише чинному чемпіону світу, австралійцю Кемерону Макевою. 17 лютого, у фіналі, зумів стати чемпіоном світу, показавши результат 21.44. Макевой, який став другим, поступився лише на 0.01. Ця перемога стала першою для українських плавців з 2007 року (50-метрівку брасом виграв О. Лісогор) і другим «золотом» в історії України серед чоловіків на чемпіонатах світу в олімпійських дисциплінах з 1998 року (Д. Силантьєв, 200-метрів батерфляєм). Також Бухов став четвертим українським плавцем, якому вдавалося стати чемпіоном світу. До цього це досягнення здобували Денис Силантьєв, Олег Лісогор (2 золота) та Яна Клочкова (4 золота). Окрім цього Бухов став першим українським чемпіоном світу в плаванні вільним стилем.

## Результати
| Рік  | Змагання                          | Місце проведення        | 50 м вільним стилем | 50 м вільним стилем | 100 м вільним стилем | 100 м вільним стилем | 50 м батерфляєм | 50 м батерфляєм | 4x100 м вільним стилем | 4x100 м вільним стилем | 4x50 м комплексом | 4x50 м комплексом |
| Рік  | Змагання                          | Місце проведення        | Час                 | Місце               | Час                  | Місце                | Час             | Місце           | Час                    | Місце                  | Час               | Місце             |
| ---- | --------------------------------- | ----------------------- | ------------------- | ------------------- | -------------------- | -------------------- | --------------- | --------------- | ---------------------- | ---------------------- | ----------------- | ----------------- |
| 2018 | Чемпіонат Європи серед юніорів    | Гельсінкі, Фінляндія    | 22.75               | 5                   | 51.92                | 31                   | 24.40           | 9               | Н/Д                    | Н/Д                    | Н/Д               | Н/Д               |
| 2019 | Чемпіонат Європи серед юніорів    | Казань, Росія           | 22.37               | 3                   | 49.25                | 3                    | 23.73           | 4               | Н/Д                    | Н/Д                    | Н/Д               | Н/Д               |
| 2019 | Чемпіонат світу серед юніорів     | Будапешт, Угорщина      | 22.13               | 1                   | 49.81                | 5                    | Н/Д             | Н/Д             | 3:21.07                | 7                      | Н/Д               | Н/Д               |
| 2019 | Чемпіонат Європи на короткій воді | Глазго, Велика Британія | 21.47               | 14                  | Н/Д                  | Н/Д                  | 23.44           | 29              | Н/Д                    | Н/Д                    | 1:34.42           | 10                |
| 2021 | Зимовий чемпіонат України         | Харків, Україна         | 22.32               | 1                   | 51.24                | 20                   | 24.00           | 4               | Н/Д                    | Н/Д                    | Н/Д               | Н/Д               |
| 2021 | Чемпіонат Європи                  | Будапешт, Угорщина      | 22.07               | 10                  | Н/Д                  | Н/Д                  | 23.57           | 15              | Н/Д                    | Н/Д                    | Н/Д               | Н/Д               |
| 2021 | Олімпійські ігри                  | Токіо, Японія           | 21.83               | 11                  | Н/Д                  | Н/Д                  | Н/Д             | Н/Д             | Н/Д                    | Н/Д                    | Н/Д               | Н/Д               |
| 2021 | Чемпіонат світу на короткій воді  | Абу-Дабі, ОАЕ           | 21.59               | 19                  | Н/Д                  | Н/Д                  | Н/Д             | Н/Д             | Н/Д                    | Н/Д                    | Н/Д               | Н/Д               |
| 2022 | Весняний чемпіонат Італії         | Риччоне, Італія         | 22.67               | 8                   | 51.82                | 25                   | 24.27           | 12              | Н/Д                    | Н/Д                    | Н/Д               | Н/Д               |
| 2022 | Маре Нострум                      | Монте-Карло, Монако     | 22.30               | 20                  | Н/Д                  | Н/Д                  | Н/Д             | Н/Д             | Н/Д                    | Н/Д                    | Н/Д               | Н/Д               |
| 2022 | Чемпіонат світу                   | Будапешт, Угорщина      | 21.87               | 10                  | Н/Д                  | Н/Д                  | 23.66           | 25              | Н/Д                    | Н/Д                    | Н/Д               | Н/Д               |
| 2022 | Чемпіонат Європи                  | Рим, Італія             | 22.19               | 8                   | Н/Д                  | Н/Д                  | 23.93           | 23              | 3.15.94 NR (49.46)     | 6                      | Н/Д               | Н/Д               |
| 2022 | Чемпіонат світу на короткій воді  | Мельбурн, Австралія     | 21.29               | 14                  |                      |                      |                 |                 |                        |                        |                   |                   |
| 2023 | Чемпіонат світу                   | Фукуока, Японія         | 21.70               | 10                  | 49.48                | 38                   |                 |                 |                        |                        |                   |                   |
| 2023 | Чемпіонат Європи на короткій воді | Отопень, Румунія        | 21.16               | 8                   |                      |                      |                 |                 |                        |                        | 1:34.82           | 7                 |
| 2024 | Чемпіонат світу                   | Доха, Катар             | 21.44               | 1                   | 49.24                | 26                   |                 |                 |                        |                        |                   |                   |
| 2024 | Чемпіонат Європи                  | Белград, Сербія         | 21.85               | 3                   |                      |                      | 23.32           | 5               |                        |                        |                   |                   |